# Espécie introduzida

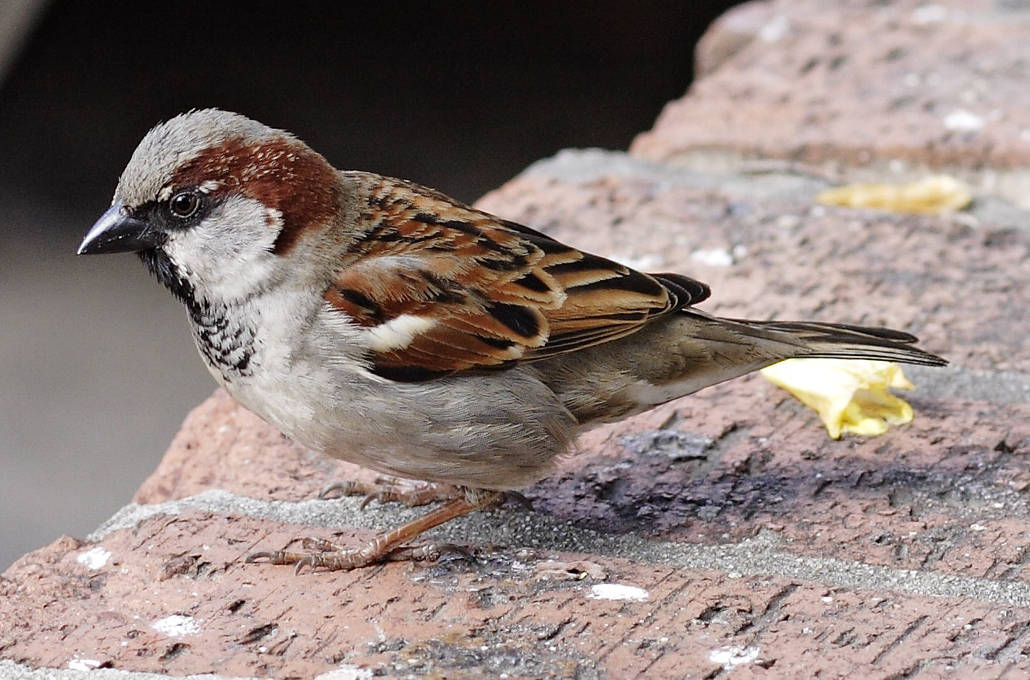
Pardal-doméstico (Passer domesticus), introduzido na América e na Austrália a partir da Europa.

Uma espécie introduzida ou exótica é uma espécie de organismo que vive fora da sua área de distribuição nativa e que foi acidental ou intencionalmente inserida em um meio, podendo ou não ser prejudicial para o ecossistema em que é introduzido. Algumas espécies danificam o ecossistema em que são introduzidas, enquanto outras podem afetar negativamente a agricultura e outros recursos naturais aproveitados pelo homem, ou afetar a saúde de animais e humanos. Uma espécie introduzida que produz alterações importantes na composição, estrutura e processos do ecossistema em que foi introduzida, pondo em risco a diversidade biológica nativa, é chamada de espécie invasora.
Algumas vezes, as introduções intencionais são ilegais, visando apenas ao interesse privado, mas também podem ser legítimas, visando a beneficiar a população. Algumas vezes, a introdução das espécies no ecossistema pode ser imperceptível para a população, pois a espécie introduzida passa a ser vista como espécie nativa.
No mundo atual, a inclusão dessas espécies tem sido muito facilitada e vem tendo, como consequência, a homogeneização das espécies por todo o planeta, sendo este um dos motivos da perda da biodiversidade do planeta e motivo de grande preocupação entre os biólogos.

## Exemplos

### Casos acidentais
- Mexilhão-Dourado

O mexilhão-dourado (Limnoperna fortunei), natural do Sueste Asiático, foi levado para o Brasil através do deslastramento de navios mercantes e hoje está presente na bacia do Rio Paraná. A sua proliferação tem sido um grande problema para as usinas hidroelétricas, onde o acúmulo de mexilhões pode afundar equipamentos flutuantes, prejudicar a operação de equipamentos submersos e obstruir tubulações.
- Cobra-arbórea-marron

A  serpente cobra-arbórea-marron (Boiga irregularis), oriunda da Austrália, foi inserida em uma ilha do Oceano Pacífico. É um bom exemplo de espécie introduzida por acidente que gerou grandes desastres, causando a redução da quantidade de aves florestais e consequentemente a extinção de espécies que eram encontradas somente naquele local (endêmicas).
- Peixe-leão

O peixe-leão é um exemplo de espécie que foi inserida em um habitat onde não encontrou predadores naturais, desequilibrando a cadeia alimentar local por competir com predadores já estabelecidos. Originário da Ásia, já foi encontrado na América do Norte, no Caribe e no litoral brasileiro, desde o Amazonas até o arquipélago de Fernando de Noronha.
Por ser venenoso, pode causar acidentes com banhistas e mergulhadores.

### Casos intencionais ilegais
- Caramujo Gigante

O caramujo-gigante-africano (Achatina fulica) do leste e nordeste da África foi levado para o Brasil na década de 1980 para ser comercializado a um preço menor que o escargô, mas, por não ter sido bem aceite pela população, os criadores se livraram deles soltando-os em qualquer lugar. Eles se adaptaram com muita facilidade em varias regiões e, agora, causam grandes prejuízos ao meio ambiente e à agricultura.

### Casos intencionais legais
- Perca-do-nilo

A perca-do-nilo (Lates niotica) foi introduzida no Lago Vitória, na África Oriental, para reverter o drástico declínio da população de peixes autóctones provocado pela sobrepesca, assim servindo como alimento para boa parte da população, mas acabou levando uma boa parte das espécies endêmicas à extinção.
- Truta marrom

A truta-marrom (Salmo trutta), oriunda da Europa, foi introduzida na Nova Zelândia em 1867 em lagos, rios e riachos. Após a introdução notou-se que a truta acabava predando outras espécies já presentes no meio, os peixes nativos do gênero Galaxias, assim diminuindo sua quantidade. Como um efeito cascata, outros peixes que dependiam de sua existência também foram reduzindo de número, perdendo assim a biodiversidade.
Quando uma espécie invasora se instala em um ambiente que não é dela, elas se reproduzem e, sem a presença de um predador comum, acabam levando vantagem na competição e assim acaba vencendo a sua presa. Atualmente a truta tem gerado grande rentabilidade aos pescadores da região, ou seja, a introdução foi benéfica. Porém existem outras espécies invasoras que não apresentaram bons resultados.
- Javali

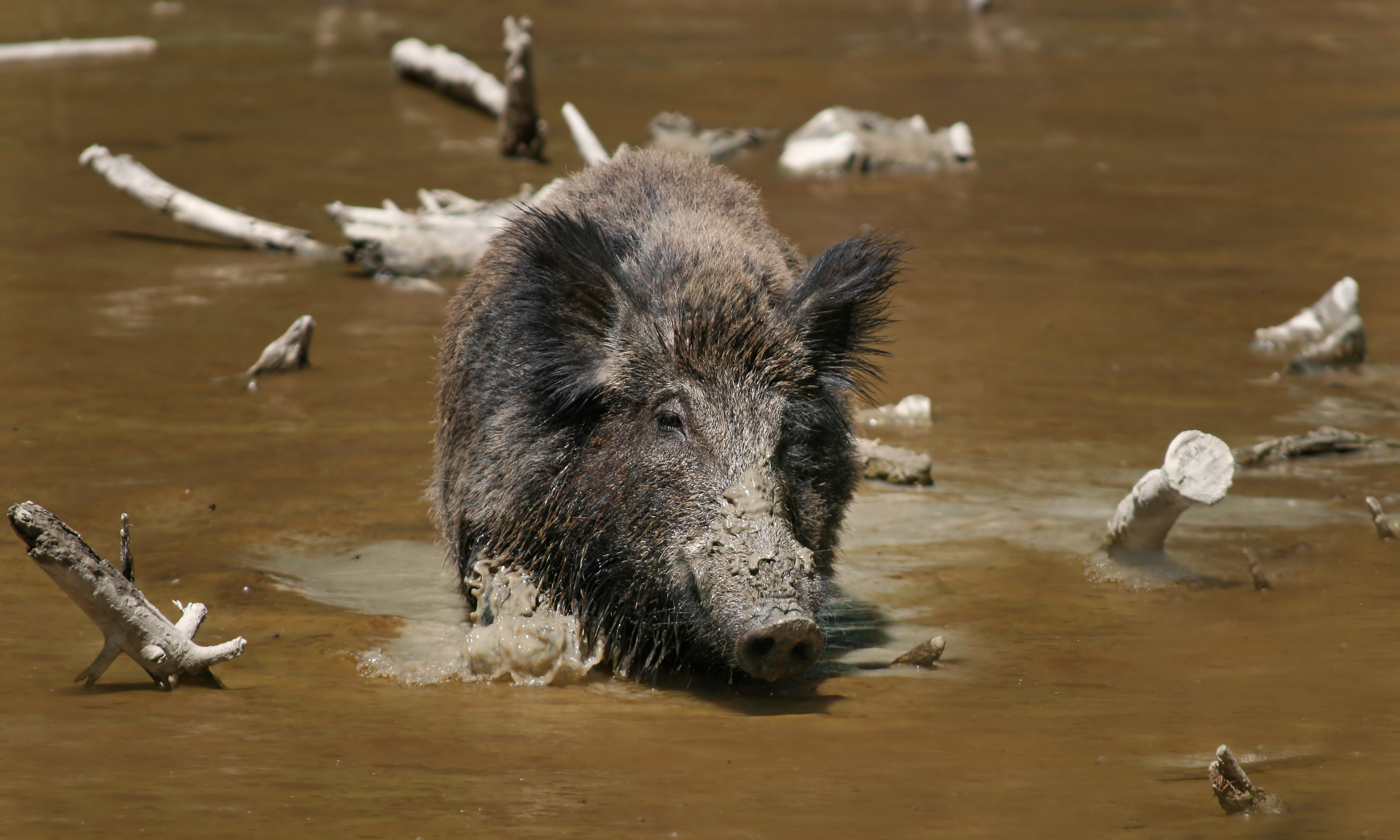
Javali.

O javali, uma espécie de animal silvestre, originário do norte da África, Europa e Ásia, foi introduzido pela interferência do homem, com o intuito de criação para alimento, porém alguns deles fugiram do cativeiro, e por sua agressividade e ausência de predador natural, isto resultou em um aumento descontrolado da sua taxa de natalidade, tornando-se uma espécie superpopulosa (praga biológica) e vem gerando grandes prejuízos à fauna e flora, visto que aumenta a erosão e assoreamento dos rios e também transmite doenças para outros animais.
Como medidas de controle, alguns países como a França, Austrália e Estados Unidos autorizaram a caça do javali. No Brasil o IBAMA - Instituto Brasileiro do Meio Ambiente e dos Recursos Naturais Renováveis, autorizou sua caça em caráter experimental em 1995 e em 2010, visto que havia uma grande quantidade de javalis asselvajados em vários estados. Assim, decretou o abate como forma de controle, decisão tomada em conjunto com vários instituições governamentais.

### Casos de espécies imperceptíveis

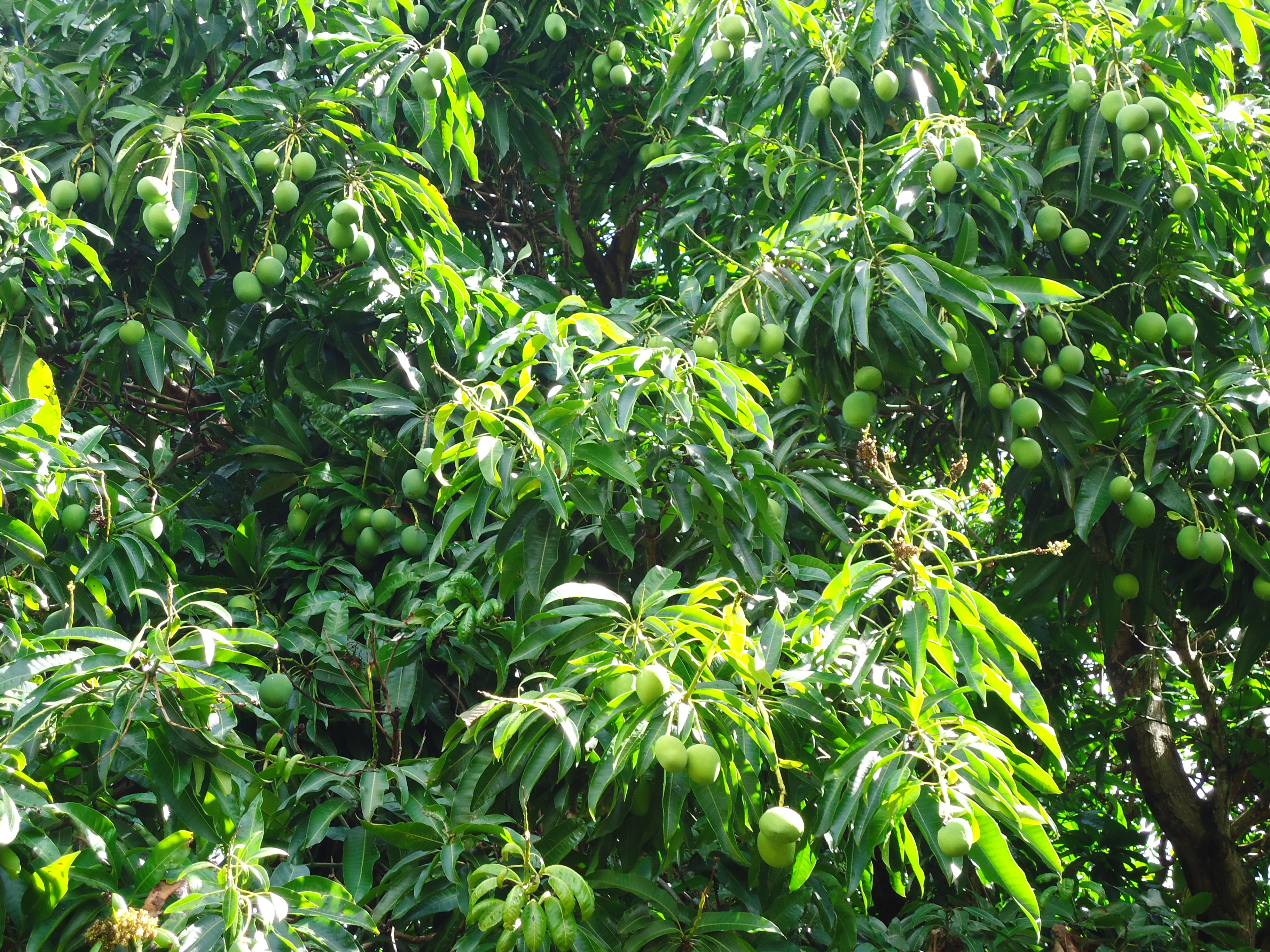
Mangueira

A mangueira (Mangifera indica), uma árvore do Sul e Sudeste Asiático introduzida pelos portugueses no Brasil no século XVIII, é vista por muitos como pertencente ao ecossistema.